# Xã Winfield, Quận Scott, Iowa
Xã Winfield (tiếng Anh: Winfield Township) là một xã thuộc quận Scott, tiểu bang Iowa, Hoa Kỳ. Năm 2010, dân số của xã này là 1.693 người.